# Mand (Persischer Golf)
Der Mand (persisch مند), auch Khor-ziaret, ist ein Fluss im Süd-Iran. Er entspringt in der Provinz Fars, westlich der Stadt Schiras. Sein Oberlauf wurde früher als eigener Fluss („Kara-Aghatch“) angesehen, was von E. C. Ross 1883 revidiert wurde. Der Mand fließt nach Südost und wendet sich nördlich des 28° Breitengrades nach Westen, wo er circa 130 km südlich von Buschehr in der gleichnamigen Provinz in den Persischen Golf mündet.